# Liste des gouverneurs du comté d'Hordaland
Voici la liste des gouverneurs de comtés (en norvégien : Fylkesmenn) du comté d'Hordaland, Norvège.
| Gouverneurs du comté d'Hordaland | Gouverneurs du comté d'Hordaland | Gouverneurs du comté d'Hordaland  | Gouverneurs du comté d'Hordaland | Gouverneurs du comté d'Hordaland |
| Début du mandat                  | Fin du mandat                    | Nom                               | Naissance                        | Décès                            |
| -------------------------------- | -------------------------------- | --------------------------------- | -------------------------------- | -------------------------------- |
| 1815                             | 1825                             | Wilhelm Frimann Koren Christie    | 1778                             | 1849                             |
| 1825                             | 1827                             | Christian Magnus Falsen           | 1782                             | 1830                             |
| 1829                             | 1834                             | Georg Jacob Bull                  | 1785                             | 1854                             |
| 1834                             | 1852                             | Edvard Hagerup                    | 1781                             | 1853                             |
| 1852                             | 1859                             | Jens Schydtz                      | 1792                             | 1859                             |
| 1859                             | 1875                             | Paul Meyer Smit                   | 1813                             | 1875                             |
| 1875                             | 1884                             | Nicolai Ditlev Ammon Ræder        | 1817                             | 1884                             |
| 1884                             | 1907                             | Justin Gottfried Andreas Hoffmann | 1836                             | 1907                             |
| 1907                             | 1918                             | H. Olsen                          | –                                | –                                |
| 1918                             | 1929                             | Kristian Friis Petersen           | 1867                             | 1932                             |
| 1929                             | 1933                             | Ernst Andreas Johannesen          | –                                | –                                |
| 1934                             | 1949                             | Gjert Lindebrækk                  | –                                | –                                |
| 1949                             | 1966                             | Mons Lid                          | 1896                             | 1967                             |
| 1966                             | 1984                             | Lars Leiro                        | 1914                             | –                                |
| 1984                             | 1998                             | Håkon Randal                      | 1930                             | –                                |
| 1998                             | –                                | Svein Alsaker                     | 1940                             | –                                |